# ام‌اس اسکانیا
ام‌اس اسکانیا (به انگلیسی: MS Skania) یک کشتی است که طول آن ۱۷۳٫۵۰ متر (۵۶۹ فوت ۳ اینچ) می‌باشد. این کشتی در سال ۱۹۹۵ ساخته شد.